# Provinz Reggio Emilia
Die Provinz Reggio Emilia (italienisch Provincia di Reggio Emilia) ist eine italienische Provinz der Region Emilia-Romagna. Hauptstadt ist Reggio nell’Emilia. Sie hat 528.877 Einwohner (Stand 31. Dezember 2023) in 42 Gemeinden auf einer Fläche von 2.293 km².
Die Provinz ist eingeschlossen zwischen dem Po im Norden und dem Kamm des Apennin im Süden. Im Westen grenzt sie an die Provinz Parma, im Osten an die Provinz Modena, im Norden an die Lombardei und im Süden an die Toskana.

## Größte Gemeinden
(Stand: 31. Dezember 2023)
| Gemeinde             | Einwohner |
| -------------------- | --------- |
| Reggio nell’Emilia   | 171.207   |
| Scandiano            | 25.853    |
| Correggio            | 25.159    |
| Casalgrande          | 18.973    |
| Castellarano         | 15.241    |
| Guastalla            | 14.627    |
| Rubiera              | 14.764    |
| Novellara            | 13.247    |
| Quattro Castella     | 13.238    |
| Sant’Ilario d’Enza   | 11.379    |
| Cadelbosco di Sopra  | 10.720    |
| Castelnovo ne’ Monti | 10.345    |
| Montecchio Emilia    | 10.464    |
| Bibbiano             | 10.221    |
| Cavriago             | 9.873     |
| Bagnolo in Piano     | 9.583     |
| Reggiolo             | 9.243     |
| Luzzara              | 8.555     |
| Albinea              | 8.887     |
| Castelnovo di Sotto  | 8.599     |